# Macrosiphoniella lithospermi
Macrosiphoniella lithospermi är en insektsart. Macrosiphoniella lithospermi ingår i släktet Macrosiphoniella och familjen långrörsbladlöss. Inga underarter finns listade i Catalogue of Life.